# Дем'янчук Петро Степанович
Петро Степанович Дем'янчук (нар. 27 квітня 1974 року) — український журналіст, ведучий програми «Факти» на телеканалі ICTV.

## Освіта
Закінчив Інститут журналістики КНУ ім. Тараса Шевченка.

## Кар'єра
Під час навчання на другому курсі працював редактором новин на телеканалі Ютар. Стажувався, як репортер на телеканалі «Інтер». У 1997 році, заснував один з перших молодіжних проектів «Час молоді» на телеканалі Київського державного телебачення, де також працював ведучим інформаційного блоку мовлення. За вагомі досягненні у розбудові громадянського суспільства, був нагороджений відзнакою Кабінету міністрів. У 2002 році почав працювати журналістом на телеканалі ICTV, а невдовзі став ведучим програми «Ділові факти». З 2004 року є ведучим інформаційних випусків програми «Факти». Є керівником спеціалізованого правового порталу «Правове поле».

## Родина та особисте життя
Разом з дружиною виховує сина Андрія.

## Цікаві факти
- У професію пішов слідами батька, з яким у дитинстві любив ходити на роботу до редакції газети «Прикарпатська правда» в Івано-Франківську.
- Свої перші гроші заробив ще у школі, коли творчим колективом їздив до Франції: за виступ з пісенною українською програмою заробив перші 300 франків[3].
- У підлітковому віці писав пісні та музику.[3].
- Є кандидатом у майстри спорту з веслування на байдарках[3].
- Мріє зіграти в кіно[1].